# Barista

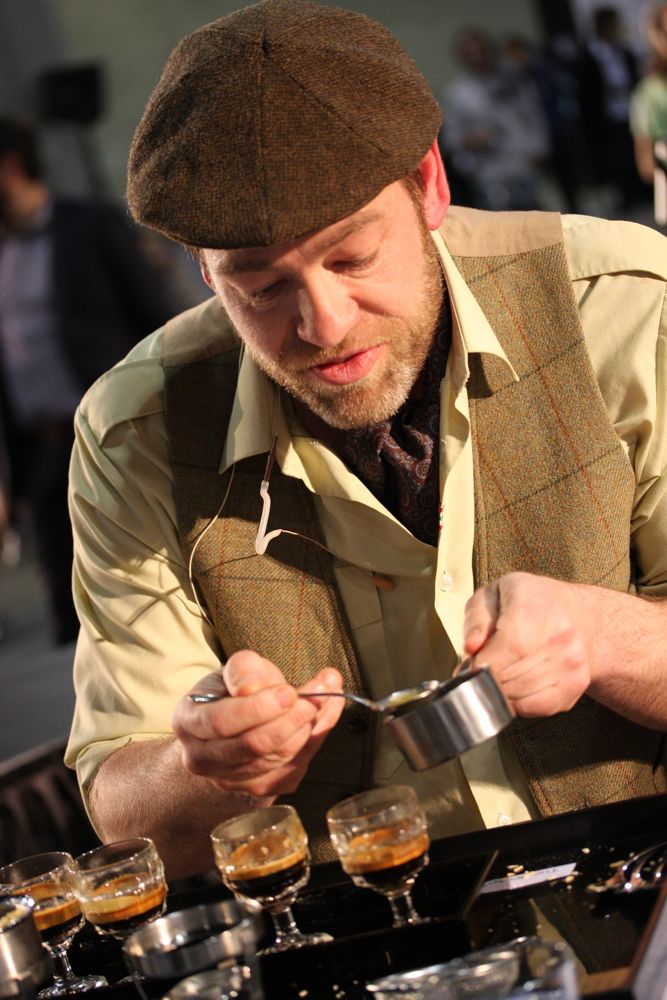
Gwilym Davies (mistrz świata baristów z 2009 r.)

Barista (wł. barista – barman; także: kawiarz, kawiarka) – osoba zawodowo zajmująca się wybieraniem, parzeniem oraz podawaniem kawy.

## Kursy
Kursy dla baristów obejmują zwykle naukę takich umiejętności jak:
- znajomość gatunków kawy
- przyrządzanie kawy
- przygotowywanie artystycznych kaw (warstwowych itp.)
- prawidłowe dbanie o ekspres do kawy
- rozróżnianie rodzajów mleka
- obsługę klienta

Organizowane są Mistrzostwa Świata Baristów (World Barista Championship). W Polsce od 2002 roku odbywają się Mistrzostwa Polski Baristów (organizowane przez SCA Poland). Obecnie (2020) każdy z zawodników ma 15 minut na przygotowanie: 4 espresso, 4 napojów mlecznych na bazie espresso i 4 bezalkoholowych drinków na bazie espresso własnego przepisu.

## Polska

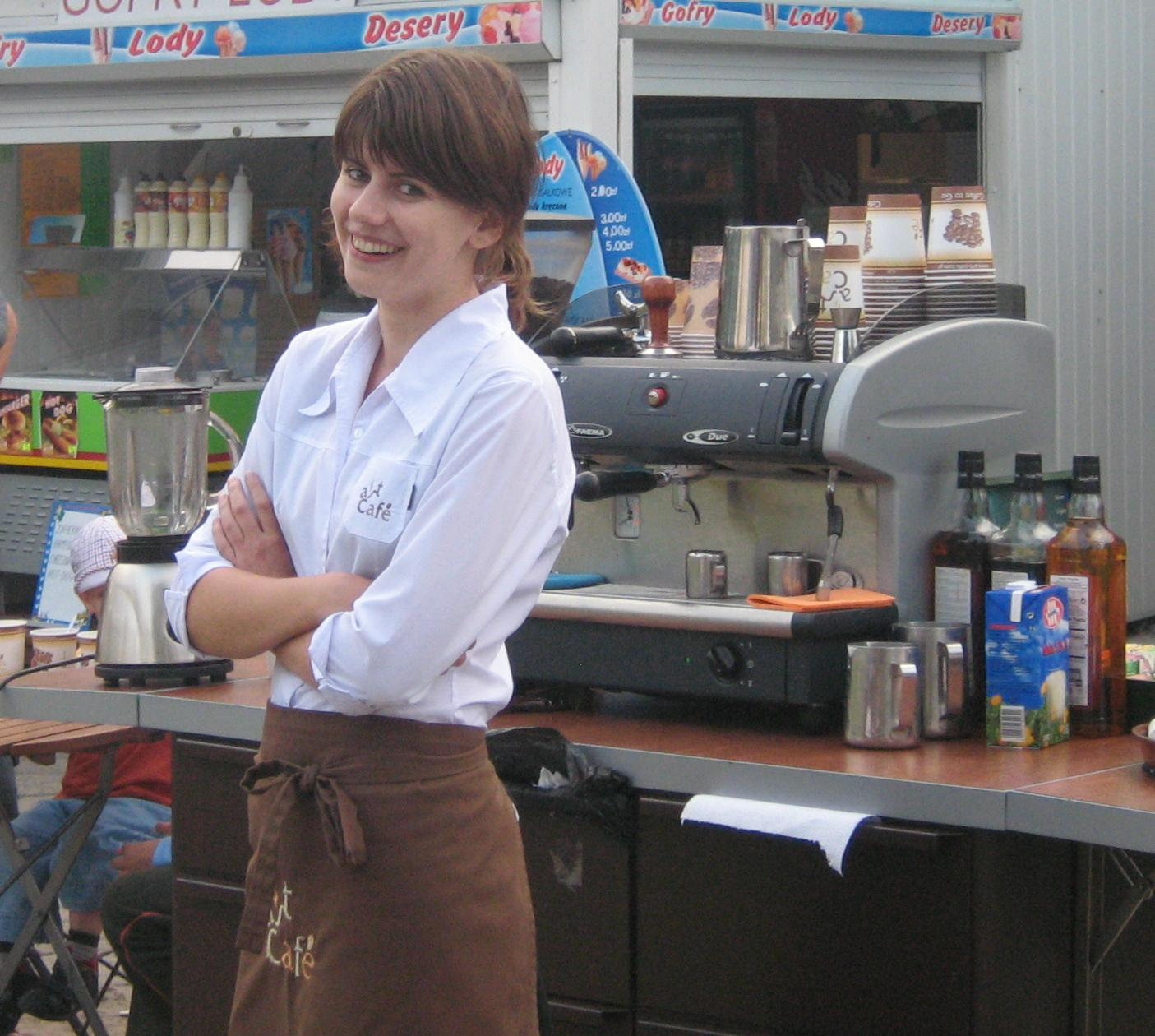
Kawiarka w Międzyzdrojach (2009)

W Polsce osobę zawodowo zajmującą się przyrządzaniem i podawaniem kawy określano jako kawiarz (kawiarka). W XIX w. w Polsce często należała do służby domowej zamożnego ziemiaństwa i podawała kawę zwykle na śniadanie i na podwieczorek. Współcześnie częściej używa się włoskiego słowa barista; kawiarzem obecnie częściej nazywana jest osoba, która lubi kawę i pije ją regularnie.

### W kulturze
O pracy kawiarki pisał Adam Mickiewicz w II Księdze (Zamek) poematu Pan Tadeusz (1834):

Takiej kawy jak w Polszcze nie ma w żadnym kraju:

W Polszcze, w domu porządnym, z dawnego zwyczaju,

Jest do robienia kawy osobna niewiasta,

Nazywa się kawiarka; ta sprowadza z miasta

Lub z wicin bierze ziarna w najlepszym gatunku

I zna tajne sposoby gotowania trunku (…)

### Mistrzostwa Polski Baristów
Mistrzostwa Polski Baristów są organizowane od 2002 roku. Zwycięzca reprezentuje Polskę na Mistrzostwach Świata Baristów. W kolejnych latach zwyciężali:
- 2002: Sylwester Królik
- 2003: Grzegorz Głybyszyn
- 2004: Robert Dzióbek
- 2005: Marcin Rusnarczyk
- 2006: Rafał Adamek
- 2007: Łukasz Jura (10. miejsce na Mistrzostwach Świata Baristów w Tokio)
- 2008: Sławomir Saran z kawiarni Coffeeheaven (16. miejsce na Mistrzostwach Świata w Irlandii)
- 2009: Izabela Popiołek z kawiarni Green Coffee[8] (44. miejsce na Mistrzostwach Świata w Atlancie)
- 2010: Izabela Popiołek[9] (27. miejsce na Mistrzostwach Świata w Londynie)
- 2011: Izabela Popiołek[10]
- 2012: Katarzyna Zyzało[11]
- 2013: mistrzostwa nie odbyły się
- 2014: Katarzyna Zyzało[12]
- 2015: Agnieszka Rojewska[13]
- 2016: Agnieszka Rojewska
- 2017: Natalia Piotrowska
- 2018: Agnieszka Rojewska[14] (1. miejsce na Mistrzostwach Świata Baristów w Amsterdamie)
- 2019: Sławomir Saran
- 2020: Natalia Piotrowska